# Winter-Universiade 2017/Curling
Bei der Winter-Universiade 2017 wurden zwei Curlingturniere ausgetragen.

## Bilanz

### Medaillenspiegel
| Platz  | Land           | Gold | Silber | Bronze | Gesamt |
| ------ | -------------- | ---- | ------ | ------ | ------ |
| 1      | Großbritannien | 1    | –      | –      | 1      |
| 1      | Kanada         | 1    | –      | –      | 1      |
| 3      | Schweden       | –    | 1      | 1      | 2      |
| 4      | Russland       | –    | 1      | –      | 1      |
| 5      | Norwegen       | –    | –      | 1      | 1      |
| Gesamt | Gesamt         | 2    | 2      | 2      | 6      |

### Medaillengewinner
| Disziplin | Gold                                                                                  | Silber                                                                                           | Bronze                                                                  |
| --------- | ------------------------------------------------------------------------------------- | ------------------------------------------------------------------------------------------------ | ----------------------------------------------------------------------- |
| Männer    | GroßbritannienBruce Mouat Bobby Lammie Gregor Cannon Derrick Sloan Alasdair Schreiber | SchwedenGustav Eskilsson Patric Mabergs Fredrik Nyman Johannes Patz                              | NorwegenSteffen Walstad Markus Høiberg Magnus Nedregotten Sander Rølvåg |
| Frauen    | KanadaKelsey Rocque Danielle Schmiemann Taylor McDonald Taylore Theroux               | RusslandWiktorija Moissejewa Uljana Wassiljewa Galina Arsenkina Julija Portunowa Marija Dujunowa | SchwedenIsabella Wranå Jennie Wåhlin Almida de Val Fanny Sjöberg        |